# Уницкое сельское поселение
У́ницкое се́льское поселе́ние — упразднённое муниципальное образование в составе бывшего Кашинского района Тверской области.
Административный центр — село Уницы.
Образовано в 2005 году, включило в себя территории Власьевского и Уницкого сельских округов. С 2018 года упразднено и стало частью единого Кашинского городского округа.

## Географические данные
- Общая площадь: 167,8 км²
- Нахождение: северная часть Кашинского района.
  - Граничит:
    - на севере — с Кесовогорским районом, Стрелихинское СП и Елисеевское СП,
    - на юго-востоке — с Давыдовским СП,
    - на юго-западе — со Славковским СП.

Главная река — Яхрома. На границе с Кесовогорским районом — озеро Скорбеж.

## Население
По переписи 2002 года — 1014 человек (467 во Власьевском и 547 в Уницком сельском округе), на 01.01.2008 — 1032 человека.

Национальный состав: русские.

## Населенные пункты
На территории поселения находятся следующие населённые пункты:
| №  | Тип нп | Название       | Население (2008 год) |
| -- | ------ | -------------- | -------------------- |
| 1  | дер.   | Бакланово      | 4                    |
| 2  | дер.   | Волково        | 0                    |
| 3  | дер.   | Гольнево       | 12                   |
| 4  | дер.   | Клепцово       | 35                   |
| 5  | дер.   | Македоново     | 6                    |
| 6  | дер.   | Свезево        | 2                    |
| 7  | дер.   | Сумино         | 16                   |
| 8  | дер.   | Уницкая Горка  | 5                    |
| 9  | село   | Уницы          | 546                  |
| 10 | дер.   | Шихурово       | 0                    |
| 11 | дер.   | Языково        | 0                    |
| 12 | дер.   | Батурово       | 5                    |
| 13 | дер.   | Большое Савино | 0                    |
| 14 | дер.   | Братково       | 10                   |
| 15 | дер.   | Власьево       | 112                  |
| 16 | дер.   | Губцево        | 12                   |
| 17 | дер.   | Дементьево     | 7                    |
| 18 | дер.   | Захарово       | 17                   |
| 19 | дер.   | Ильинское      | 4                    |
| 20 | дер.   | Кочемли        | 35                   |
| 21 | дер.   | Новое Село     | 0                    |
| 22 | дер.   | Панкратово     | 13                   |
| 23 | село   | Савцыно        | 166                  |
| 24 | дер.   | Филитово       | 9                    |
| 25 | дер.   | Чупрово        | 11                   |
| 26 | дер.   | Щелково        | 5                    |

### Бывшие населенные пункты
На территории поселения исчезли деревни: Дуплево, Калабриево, Кошурино, Сорокино, Шатиловская Горка и другие.

Деревня Босиково присоединена к деревне Власьево.

## История
В XIII—XIV вв. территория поселения входила в состав Тверского княжества, затем в его удел — Кашинское княжество. В XV веке присоединена к Великому княжеству Московскому и относилась к Кочемскому стану Кашинского уезда.
В XIX — начале XX века большинство деревень поселения относились к Ванчуговской, Савцинской и Славковской волостям Кашинского уезда Тверской губернии.

При Советской власти территория поселения входила в Кашинский уезд, затем в Кимрский уезд. С 1929 года — в составе образованного Кашинского района Московской области. С 1935 года территория поселения входит в Кашинский район Калининской области (с 1990 года Тверской области).

## Археология
На стоянке Языково-I (V — III тыс. до н. э.) в 1 км западнее деревни Языково на правом берегу реки Яхромы встречены захоронения волосовской культуры с янтарными украшениями. Керамический комплекс стоянки Языково I является опорным для изучения культуры ямочно-гребенчатой керамики Верхнего Поволжья